# Tyron Stewart
Pour les articles homonymes, voir Stewart.
Tyron Stewart (né le 9 juillet 1989) est un athlète américain, spécialiste du saut en longueur.

## Biographie
En février 2014, à Albuquerque, Tyron Stewart devient champion des États-Unis en salle du saut en longueur en portant son record personnel à 8,22 m. Il participe aux championnats du monde en salle de Sopot en Pologne, mais ne parvient pas à franchir le cap des qualifications. En avril 2014, en plein air, à Chula Vista en Californie, il établit un nouveau record personnel à 8,39 m (+ 2,0 m/s), mais s'incline finalement devant le Britannique Greg Rutherford (8,51 m).

### Palmarès
- Championnats des États-Unis d'athlétisme
  - En salle : vainqueur du saut en longueur en 2014

### Records
| Épreuve          | Épreuve   | Performance | Lieu        | Date            |
| ---------------- | --------- | ----------- | ----------- | --------------- |
| Saut en longueur | Plein air | 8,39 m      | Chula Vista | 24 avril 2014   |
| Saut en longueur | Salle     | 8,22 m      | Albuquerque | 22 février 2014 |